# Maxmadi
Maxmadi är en ort i Mexiko.   Den ligger i kommunen Azoyú och delstaten Guerrero, i den sydöstra delen av landet, 300 km söder om huvudstaden Mexico City. Maxmadi ligger 338 meter över havet och antalet invånare är 607.
Terrängen runt Maxmadi är huvudsakligen kuperad, men den allra närmaste omgivningen är platt. Runt Maxmadi är det ganska glesbefolkat, med 34 invånare per kvadratkilometer. Närmaste större samhälle är Azoyú, 4,2 km söder om Maxmadi. Omgivningarna runt Maxmadi är en mosaik av jordbruksmark och naturlig växtlighet.